# Super Alpha
Super Alpha is een hopvariëteit, gebruikt voor het brouwen van bier.
Deze hopvariëteit is een “dubbeldoelhop”, bij het bierbrouwen gebruikt zowel voor zijn aromatische als zijn bittereigenschappen. Deze Nieuw-Zeelandse triploïde variëteit werd in 1976 gekweekt uit een open bestuiving van de inlandse variëteit Smoothcone, door het New Zealand Horticultural Research Centre (nu gekend als HortResearch).

## Kenmerken
- Alfazuur: 10 – 12%
- Bètazuur: 7 – 8,5%
- Eigenschappen: scherpe bitterheid met uitstekende aromakwaliteiten